# Günter Grasmuck
Günter Grasmuck (* 21. Juli 1957 in Fürstenfeld, Steiermark) ist ein österreichischer Rockmusiker. Bekannt wurde er als Schlagzeuger der österreichischen Band Opus, die mit ihrer Komposition Live Is Life einen internationalen Erfolg feierte.
Grasmuck absolvierte nach der Matura ein Musikstudium an der Kunstuniversität Graz. 1974 wurde er Mitglied der kurz zuvor gegründeten Band Opus, in der er bis zum Abschiedskonzert im Dezember 2021 aktiv blieb. Außerdem ist er als Produzent für internationale Künstler tätig.
Seit 1989 spielt er auch regelmäßig im „STUDIO PERCUSSION graz“, einem der renommiertesten Ensembles für zeitgenössische Musik. Neben seinen zahlreichen Aktivitäten ist er auch Instrumentalpädagoge für „drumset“ bei der Musik- und Kunstschule Deutschlandsberg.
Neben den internationalen Erfolgen mit Opus landeten auch viele Songs mit der KGB (Kurt Gober Band), mit SpongeBob Schwammkopf und der Hermes House Band & DJ Ötzi in den österreichischen Charts. Legendär war das Open-Air-Konzert 1985 in Graz-Liebenau „Opus und Freunde“ mit Austropop-Legenden wie Falco, Wolfgang Ambros, der EAV und S.T.S.
2009 erhielt er zusammen mit den anderen Opus-Mitgliedern das Große Ehrenzeichen des Landes Steiermark und 2022 das Goldene Ehrenzeichen für Verdienste um die Republik Österreich.